# Raven Alexis
Raven Alexis   (Spokane, 26 de gener de 1987 - Las Vegas, 23 de març de 2022) va ser una model eròtica, productora, directora i actriu pornogràfica nord-americana.

## Primers anys
Raven Alexis va néixer a Spokane, Washington. Somiava amb ser una ballarina professional, fins que una lesió després de jugar a bàsquet la va obligar a canviar de professió.
Es va graduar a l'institut a 15 anys. Als 18 anys va obtenir el seu títol en Administració de justícia penal a la Universitat Estatal de Boise. Va treballar esporàdicament com a assistent executiva i secretària legal.

## Carrera
Després de tornar de la universitat, un fotògraf li va oferir posar per a una sessió fotogràfica, experiència que va resultar satisfactòria per a ella, per la qual cosa va decidir deixar en espera el seu ingrés a l'escola de grau amb la finalitat de començar una carrera al món de l'entreteniment.
Va començar la seva carrera de manera independent a mitjans de l'any 2005. Primer es va dedicar al modelatge eròtic, posant per a diversos llocs web, com ara MET Art. Posteriorment va crear la seva pròpia productora, anomenada Raven Alexis Productions, per crear els seus propis continguts com a model i actriu pornogràfica. Va obrir els seves pròpies pàgines web de tipus pornografia suau (softcore) i pornografia dura (hardcore), encarregant-se de dirigir i de produir els continguts de la seva productora.
Al setembre de 2009 va signar un contracte d'exclusivitat amb la productora Digital Playground.

## Vida personal
Raven Alexis estava casada amb Allen Wright, vocalista del grup musical Hard Dryve i productor de Raven Alexis Productions, amb qui tenia dos fills.
Alexis s'autodefinia com una geek. Era fanàtica de la ciència-ficció, la tecnologia i els videojocs. Li agradava jugar amb vídeojocs com World of Warcraft, ho considerava com una part de la seva vida. També es va dedicar al muntatge de computadores. Es va declarar una gran fanàtica de la sèrie Star Trek.
Va morir el 23 de març de 2022, als 35 anys d'edat, a Las Vegas (Nevada), després de patir una infecció i sepsi per la malaltia de Crohn amb què convivia des de feia temps, segons va publicar el seu marit a les xarxes socials.

## Premis
- 2010 – Premi NightMoves – Best New Starlet, Fan's choice[13]
- 2011 – Premi AVN – Best All-Girl Group Sex Scene - Bodi Heat[14]
- 2011 – Premi AVN - Wildest Sex Scene - "Bodi Heat"[14]
- 2012 – Premi XBIZ – Supporting Acting Performance of the Year - Top Guns[15]